# Landschaftsschutzgebiet Drenova-Sinica
Das Landschaftsschutzgebiet Drenova–Sinica (albanisch Peizazh tokësor e ujor i mbrojtur Bredhi i Drenovës-Sinicë, zu Deutsch Landschafts- und Wasserschutzgebiet Weißtanne von Drenova – Sinica) ist ein Geschützte Landschaft (IUCN-Kategorie V) in Ostalbanien in der Nähe von Korça. Seine Fläche beträgt 2065,8 Hektar.

## Geschichte
Seit 1966 war das Gebiet geschützt als Nationalpark Drenova (albanisch Parku Kombëtar i Bredhit të Drenovës), der aber mit einer Fläche von 1380 Hektar deutlich kleiner war.
Ende 2020 wurde der Nationalpark durch die albanische Regierung in ein Landschaftsschutzgebiet umgewandelt. Damit wurde das Gebiet unter Edi Rama stark abgewertet und verfügt über einen deutlich geringeren Schutzstatus.
Im Sommer 2012 und Herbst 2013 wurden große Flächen bei Waldbränden zerstört.

## Beschreibung

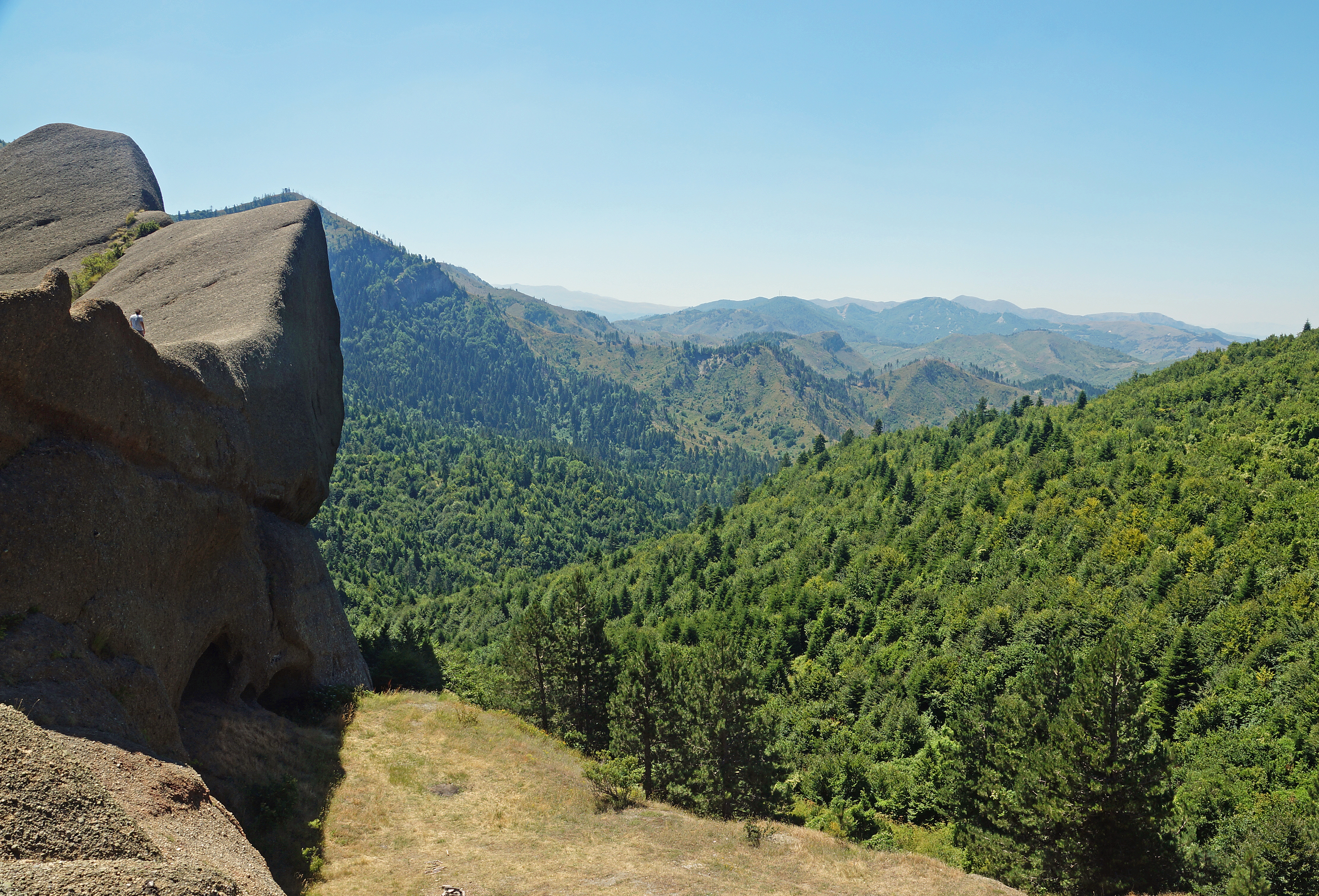
Gur i Capit und Wälder im Schutzgebiet

Das Gebiet liegt südlich von Korça entfernt im Zentrum des Bergzugs der Malet e Moravës (1806 m ü. A.). Es handelt sich um abgeschiedenes, über weite Strecken wenig berührtes Bergland zwischen den Dörfern Drenova und Sinica bei Dardha. Das Landschaftsschutzgebiet liegt innerhalb des Qarks Korça auf Gebiet der Gemeinden Korça und Devoll.
Fast 90 % des Landschaftsschutzgebiets sind Wald. Der Nationalpark war berühmt für Trinkwasserquellen, und es soll im Gebiet eine bedeutende Population von Braunbären geben. Neben großen Waldflächen ist auch die prominente Felsformation des Gur i Capit prägend für die Landschaft.
Etwa die Hälfte des Gebiets (rund 1093 Hektar) ist Kernzone. In den äußeren Zonen (mit Ausnahme vom Nordosten und Süden) ist auf etwa 968 Hektar eine traditionelle Nutzung und eine nachhaltige Entwicklung möglich. Ein kleines Gebiet (viereinhalb Hektar) zwischen der ehemaligen Morava-Mine bei Drenova und Gur i Capit ist als Erholungsgebiet ausgewiesen.